# Luis Ibáñez
Luis Ezequiel Ibáñez (né le 15 juillet 1988 à Moreno) est un footballeur argentin évoluant actuellement au sein du Zrinjski Mostar, club de première division de Bosnie-Herzégovine. Latéral gauche ayant fait ses classes dans le club de Boca Juniors en Argentine, il possède une particularité physique étonnante : un tatouage représentant un autographe de son idole Diego Maradona sur son bras gauche.

## Palmarès

### Avec leDinamo Zagreb
- Champion de Croatie en 2009, 2010, 2011, 2012, 2013, 2014 et 2015
- Vainqueur de la Coupe de Croatie en 2009, 2011, 2012 et 2015
- Vainqueur de la Supercoupe de Croatie en 2010 et 2013

### Avec l'Étoile rouge de Belgrade
- Championnat de Serbie en 2016